# 桑普多利亚足球俱乐部
桑普多利亚足球俱乐部（Unione Calcio Sampdoria，簡稱：U.C. Sampdoria）是一支位於意大利西北部利古里亚大區热那亚市的足球队，於1946年成立，現時在意大利丙組聯賽作賽。

## 歷史
桑普多利亚足球俱樂部是於1946年成立，是由意大利热那亚兩家球會合併而成。其前身包括了於1891年成立的桑普达雷内塞队（Sampierdarenese），以及於1895年成立的安德雷亚.多利亚队（Andrea Doria）。這兩家球會後來於1946年合併，而成為今日的Unione Calcio Sampdoria，即桑普多利亚足球俱樂部。
80年代是桑普多利亚的全盛時期，曾三度奪得意大利盃冠軍。1990年出戰欧洲优胜者杯，决赛战胜比利时安德莱赫特队首次获得欧洲赛事冠军。1990/91赛季桑普多利亚队压倒米兰双雄、尤文图斯和卫冕冠军那不勒斯队，歷史性首次登上意甲聯賽冠軍寶座。随后一个赛季桑普多利亚更是杀入冠军杯决赛，惜败于巴塞罗那队。當時前鋒線上有兩位重量級球員──和也因而成名，其后還招攬了不少星級戰將，包括、米哈伊洛维奇、等等。
其後數年球隊無心戀戰，戰績江河日下，陣中一眾球星皆紛紛離隊他投，1999年終於降落意乙聯賽。至球隊連續兩年在乙組取得第五名成績（首四名可升上甲組）後，2003年以乙级聯賽亞軍重返意甲。
2009-10赛季，桑普再度创造奇迹，获得联赛第四名，并且创造主场不败（13胜6平），在19年后重新取得参加欧洲冠军联赛资格。在这个赛季中，桑普是唯一一支对国际米兰战绩占优的球队（一胜一平），是唯一一支击败过四大传统豪门的球队。特别是在联赛第35轮客场挑战领头羊罗马的比赛中，在不被任何人看好的情况下，凭借詹保罗·帕齐尼的两粒入球和的精彩表现终场前绝杀罗马，在完成自我救赎的同时也间接帮助国际米兰获得本赛季联赛冠军，联赛最后一轮主场1：0战胜那不勒斯队后以联赛第四名身份获得2010/11赛季欧冠资格赛资格。
2010-11赛季，桑普多利亚由於表現不濟，2011-12年度賽季將降至意大利乙级聯賽作賽，於翌年即以意乙第六名通過升班附加賽返回意甲。
2017-18赛季，在上季留任的主帅詹保罗治下，桑普多利亚以年轻球员为主的阵容再现峥嵘。截止2017年11月19日意甲第十三轮主场3比2战胜卫冕冠军尤文图斯，桑普多利亚2017-2018赛季前12场比赛拿下26分，为队史最佳纪录。（包含一场与罗马队未进行的补赛）
2019年6月15日，桑普多利亚官方宣布，与球队主帅詹保罗经过友好协商后解约。詹保罗时年51岁，与桑普合同原定于2020年夏天到期。
一周后，桑普多利亚俱乐部官方宣布，前罗马主帅迪弗朗西斯科正式出任球队主帅，双方签约3年。仅三个多月后，这名前罗马教练提前终止合同，离开了水手军团，他也成为了本赛季意甲第一位下课的主帅。
2019年10月12日，桑普多利亚俱乐部官方宣布：克劳迪奥·拉涅利成为球队新任主帅，将于10月20日首秀将迎战罗马，当天也是他68岁生日。

### 马西莫·费雷罗时代
费雷罗在意大利足坛名声显赫，他曾是意大利著名的电影制片人，为人高调，行事夸张。2014年6月12日，他从前任主席小加罗内(Edoardo Garrone)手中，以0费用接手桑普多利亚，并承担了约1500万欧元的债务。在成为桑普俱乐部主席后，他因幽默言论和荒诞不经的行为成为媒体的宠儿，被称为是“桑普的头号明星”。但在他的经营下，桑普每况愈下，导致球迷对费雷罗十分不满。
而费雷罗未能将俱乐部出售给球队球队名宿维亚利的财团加剧了球迷的不满情绪。俱乐部的动荡以及与球迷的紧张关系毫无疑问影响到了球队的成绩和可持续发展。2020-21赛季结束后，螺蛳壳里做道场的名帅克劳迪奥·拉涅利直言俱乐部缺乏续约的条件和可能性，无奈离任。而继任者达维尔萨无法达到前任的技战术高度和管理水平，导致球队战绩一路走低。达维尔萨本人也于2022年1月17日正式下课。
北京时间2021年12月6日晚，安莎社报道称，意大利各方在财务清查行动中，逮捕了费雷罗，他被指控涉嫌犯罪，包括俱乐部层面的犯罪和虚假破产罪。费雷罗在被捕后辞去桑普多利亚俱乐部主席职务。
纵观马西莫·费雷罗作为桑普多利亚俱乐部主席的时代，除了大量出位夸张，以及不恰当的言论外，球队战绩和财政发展并无亮眼之处。

### 兰纳时代
2021年12月28日，桑普多利亚召开股东大会，俱乐部官方宣布，名宿马尔科·兰纳成为俱乐部新任主席，他将接替刚刚辞职的前主席费雷罗。
在与战绩不佳的主教练达维尔萨解约后，2022年1月19日，桑普多利亚俱乐部官方宣布詹保罗出任球队新帅，双方签约至本赛季结束。但是，俱乐部可以选择续约至2024年6月30日。这是詹保罗第二次执教桑普多利亚队。在面临阵容老化和主力队员伤病等问题困扰下，21/22赛季最终提前两轮保级，以第十五名结束该赛季。
22/23赛季，因为达姆斯高、坎德雷瓦、托斯比等主力球员离队，且长期受到俱乐部易主传言困扰，桑普多利亚队实力大为受损。前十五轮联赛仅胜一场，保级形势岌岌可危。二度执掌教鞭的詹保罗也于2022年10月3日因战绩不佳下课。
球队易主迟迟未能成行，桑普多利亚俱乐部又在2022年末至2023年初连遭噩耗，球队名宿施尼沙·米赫洛域和詹卢卡·维亚利相继离世。2023年5月9日，桑普多利亚在0-2负于乌迪内斯后，提前四轮降级。这也是2012/13赛季以来首度无缘意甲联赛。

### 安德里亚·拉德里扎尼时代
2022-23赛季，桑普多利亚遭遇严重财务危机，长期拖欠球员和教练薪水，最终在意甲积分榜垫底降级。2023年5月31日，费雷罗正式宣布，自己同意把俱乐部出售给安德烈·拉德里扎尼。拉德里扎尼出生于米兰郊区，但他年轻时是一名尤文球迷，这名意大利商人创办了Eleven Sports广播集团，同时也是DAZN董事会的一员。2017年从切利诺（Massimo Cellino）手中收购利兹联队。
2023-24赛季，桑普多利亚在主教练皮尔洛带领下，取得16胜9平13负积55分，位列意乙联赛积分榜第7。在升级附加赛第一轮客场0:2不敌巴勒莫，升甲失败。2024-25賽季戰績一落千丈，最終排名為第18位，首度降班至意丙聯賽。

## 德比对手

### 灯塔德比
桑普多利亚与同城对手，成立于1893年的热那亚队之间的较量被称为灯塔德比。两支球队共用马拉西球场（热那亚队称为费拉里斯球场）。
两支球队势同水火，其中部分原因为成立于1893年的热那亚队是意大利历史最悠久的足球俱乐部之一，而桑普多利亚是较年轻的一支。
灯塔德比是意大利历史最悠久的足球德比赛事，开始于1902年。当时的竞赛双方是热那亚队和安德里亚·多利亚队（桑普多利亚队的前身）。双方共进行了49场德比战，热那亚队以30胜11平8负占据绝对优势。
1946年安德里亚·多利亚队和桑普达雷塞队合并为桑普多利亚队。桑普多利亚队与热那亚队的首场灯塔德比战于1946年11月举行，共有45000名观众观战，并有意大利共和国总统恩里科·德·尼古拉出席。该场比赛桑普多利亚队以三比零完胜，朱塞佩·巴尔蒂尼打入一记惊天远射首开纪录，这也是桑普多利亚与热那亚队灯塔德比的历史首球。

### 灯塔德比数据
截止至2022年2月14日
| 赛事     | 场次 | 热那亚胜 | 战平 | 桑普多利亚胜 | 热那亚进球 | 桑普多利亚进球 |
| -------- | ---- | -------- | ---- | ------------ | ---------- | -------------- |
| 意甲     | 77   | 18       | 29   | 30           | 77         | 97             |
| 意乙     | 16   | 5        | 6    | 5            | 13         | 13             |
| 联赛总计 | 93   | 23       | 35   | 35           | 90         | 110            |
| 意大利杯 | 13   | 3        | 4    | 6            | 14         | 15             |
| 總計     | 106  | 26       | 39   | 41           | 104        | 125            |

## 两次访华
1989年，中央电视台第一次转播意大利足球甲级联赛，那时的意甲被称作“小世界杯”，球星云集。在中国国内培养起了大批国际足球球迷。获得1990/91赛季意甲冠军、并在前一赛季获得欧洲优胜者杯冠军的桑普多利亚，阵中坐拥“进球双子星”罗伯特·曼奇尼和维亚利，获得很多中国球迷的喜爱。
桑普多利亚队在全盛时期还曾两次访华，成为意甲与中国足球亲密接触的领头人。1994年5月15日，北京工体球场，桑普首次访华迎战戚务生的中国国家队，最终国足4:2战胜对手。1995年6月8日，桑普再度访华，国足3:1再次胜出。

## 球队荣誉
| 榮譽                 | 次數        | 年度                                  |
| 本 土 聯 賽          | 本 土 聯 賽 | 本 土 聯 賽                           |
| -------------------- | ----------- | ------------------------------------- |
| 甲組聯賽冠軍         | 1           | 1990–91                               |
| 乙組聯賽冠軍         | 12 3        | 1966–67                               |
| 本 土 盃 賽          |             |                                       |
| 義大利盃冠軍         | 4           | 1984–85， 1987–88， 1988–89， 1993–94 |
| 義大利盃亞軍         | 3           | 1985–86， 1990–91， 2008–09           |
| 義大利超級盃冠軍     | 1           | 1991                                  |
| 義大利超級盃亞軍     | 3           | 1988， 1989， 1994                    |
| 歐 洲 賽 事          |             |                                       |
| 歐洲冠軍俱樂部盃亞軍 | 1           | 1991–92                               |
| 歐洲優勝者盃冠軍     | 1           | 1989–90                               |
| 歐洲優勝者盃亞軍     | 1           | 1988–89                               |
| 歐洲超級盃亞軍       | 1           | 1990                                  |
| 友 誼 賽             |             |                                       |
| 温布萊國際錦標賽冠軍 | 3           | 1990， 1991， 1992                    |
| 阿贾克斯四角赛冠軍   | 1           | 1988                                  |
| 甘伯盃冠軍           | 1           | 2012                                  |

## 著名球員
| - 塞尔吉奥·布里根蒂(Sergio Brighenti) - （Liam Brady） - （Marcello Lippi） - （Toninho Cerezo） - （Attilio Lombardo） - （Trevor Francis） - （Ruud Gullit） - （Vladimir Jugovic） - （Christian Karembeu） - （Srečko Katanec） - （Jürgen Klinsmann） - （Enrico Chiesa） - （Walter Zenga） - 詹保罗·帕齐尼（Gianpaolo Pazzini） - 吉田麻也（Maya Yoshida） - 埃米利亚诺·博纳佐利（Emiliano Bonazzoli） - 克劳迪奥·贝鲁奇（Claudio Bellucci） - 高登齐·贝纳斯科尼（Gaudenzio Bernasconi） - 莫雷诺·曼尼尼（Moreno Mannini） - 阿列克谢·米哈伊利琴科（Oleksiy Mykhaylychenko） | - （Roberto Mancini） - （Gianluca Vialli） - （Pietro Vierchowod） - （Graeme Souness） - （Gianluca Pagliuca） - （David Platt） - （Alain Boghossian） - （Siniša Mihajlović） - （Vincenzo Montella） - （Ariel Ortega） - （Clarence Seedorf） - （Giuseppe Signori） - （Juan Sebastián Verón） - （Antonio Cassano） - 萨缪埃尔·埃托奥（Samuel Eto'o Fils） - （Angelo Palombo） - （Fabio Quagliarella） - 布鲁诺·米格尔·博尔格斯·费尔南德斯（Bruno Miguel Borges Fernandes） - 弗朗西斯科·弗拉基（Francesco Flachi） |

## 历任主教练
| 国别     | 执教赛季              | 中文名字              | 意大利语名字         |
| -------- | --------------------- | --------------------- | -------------------- |
| 意大利   | 1946-1947             | 朱塞佩·加卢奇         | Giuseppe Galluzzi    |
| 意大利   | 1947-1950             | 阿道夫·巴隆切里       | Adolfo Baloncieri    |
| 意大利   | 1950-1951             | 朱塞佩·加卢齐         | Giuseppe Galluzzi    |
| 意大利   | 1950-1951             | 吉博·波吉             | Gipo Poggi           |
| 意大利   | 1950-1951 & 1951-1952 | 阿尔弗雷多·福尼       | Alfredo Foni         |
| 意大利   | 1952-1953             | 吉博·波吉             | Gipo Poggi           |
| 意大利   | 1952-1953             | 伊沃·佛伦蒂尼         | Ivo Fiorentini       |
| 意大利   | 1953-1954 & 1954-1955 | 保罗·达巴内利         | Paolo Tabanelli      |
| 匈牙利   | 1955-1956 & 1956-1957 | 拉尤斯·杰兹勒         | Lajos Czeizler       |
| 意大利   | 1956-1957             | 彼得罗·拉瓦           | Rava                 |
| 意大利   | 1956-1957             | 乌戈·阿莫雷蒂         | Ugo Amoretti         |
| 英国     | 1956-1957 & 1957-1958 | 威廉·杜德金           | William Dodgin       |
| 意大利   | 1957-1958             | 阿道夫·巴隆切里       | Adolfo Baloncieri    |
| 意大利   | 1958-1961 & 1961-1962 | 埃拉尔多·蒙泽利奥     | Eraldo Monzeglio     |
| 意大利   | 1961-1962 & 1962-1963 | 罗伯特·莱利奇         | Roberto Lerici       |
| 奥地利   | 1962-1963 & 1963-1965 | 恩斯特·奥克沃尔克     | Ernst Ocwirk         |
| 意大利   | 1964-1965 & 1965-1966 | 朱塞佩·巴尔蒂尼       | Giuseppe Baldini     |
| 意大利   | 1966-1968             | 弗尔维奥·贝尔南蒂尼   | Fulvio Bernardini    |
| 巴拉圭   | 1971-1973             | 赫拉尼奥·赫雷拉       | Heriberto Herrera    |
| 意大利   | 1973-1974             | 圭多·温琴齐           | Guido Vincenzi       |
| 意大利   | 1974-1975             | 朱利奥·柯尔希尼       | Giulio Corsini       |
| 意大利   | 1975-1977             | 欧根尼奥·贝尔塞里尼   | Eugenio Bersellini   |
| 意大利   | 1977-1978 & 1978-1979 | 乔治·卡纳里           | Giorgio Canali       |
| 意大利   | 1978-1979 & 1979-1980 | 拉姆贝尔多·乔尔吉斯   | Lamberto Giorgis     |
| 意大利   | 1979-1980             | 劳洛·多内艾托         | Lauro Toneatto       |
| 意大利   | 1980-1981 & 1981-1982 | 安佐·里克米尼         | Enzo Riccomini       |
| 意大利   | 1981-1982 & 1982-1984 | 雷佐·乌利维耶里       | Renzo Ulivieri       |
| 意大利   | 1984-1986             | 欧根尼奥·贝尔塞里尼   | Eugenio Bersellini   |
| 南斯拉夫 | 1986-1992             | 武亚丁·博斯科夫       | Vujadin Boškov       |
| 瑞典     | 1992-1997             | 斯文·约兰·埃里克松    | Sven-Göran Eriksson  |
| 阿根廷   | 1997-1998             | 塞扎尔·路易斯·麦诺提  | César Luis Menotti   |
| 南斯拉夫 | 1997-1998             | 武亚丁·博斯科夫       | Vujadin Boškov       |
| 意大利   | 1998-1999             | 卢西亚诺·斯帕莱蒂     | Luciano Spalletti    |
| 英国     | 1998-1999             | 戴維·普拉特           | David Platt          |
| 意大利   | 1998-1999             | 乔治·维内里           | Giorgio Veneri       |
| 意大利   | 1998-1999             | 卢西亚诺·斯帕莱蒂     | Luciano Spalletti    |
| 意大利   | 1999 & 2000           | 詹皮耶罗·文图拉       | Giampiero Ventura    |
| 意大利   | 2000-2001 & 2001-2002 | 路易吉·卡尼           | Luigi Cagni          |
| 意大利   | 2001-2002             | 坚弗兰克·贝洛托       | Gianfranco Bellotto  |
| 意大利   | 2002-2007             | 沃尔特·诺维利诺       | Walter Novellino     |
| 意大利   | 2007-2009             | 沃尔特·马扎里         | Walter Mazzarri      |
| 意大利   | 2009-2010             | 路易吉·德尔内里       | Luigi Delneri        |
| 意大利   | 2010-2011             | 多梅内克·迪卡尔洛     | Domenico Di Carlo    |
| 意大利   | 2010-2011             | 阿尔贝托·卡瓦辛       | Alberto Cavasin      |
| 意大利   | 2010-2011             | 詹卢卡·阿特佐里       | Gianluca Atzori      |
| 意大利   | 2011-2012             | 朱塞佩·亚基尼         | Giuseppe Iachini     |
| 意大利   | 2011-2012             | 奇罗·费拉拉           | Ciro Ferrara         |
| 意大利   | 2012–2013             | 德里奥·罗西           | Delio Rossi          |
| 塞尔维亚 | 2013-2015             | 斯尼萨·米哈伊洛维奇   | Siniša Mihajlović    |
| 意大利   | 2014-2015             | 沃尔特·曾加           | Walter Zenga         |
| 意大利   | 2015–2016             | 文森佐·蒙特拉         | Vincenzo Montella    |
| 意大利   | 2016-2019             | 马尔科·詹保罗         | Marco Giampaolo      |
| 意大利   | 2019                  | 尤西比奧·迪弗朗切斯科 | Eusebio Di Francesco |
| 意大利   | 2019-2021             | 克勞迪奧·拉湼利       | Claudio Ranieri      |
| 意大利   | 2021-2022             | 羅伯托·達維爾薩       | Roberto D'Aversa     |
| 意大利   | 2022                  | 馬爾科·詹保羅         | Marco Giampaolo      |
| 塞爾維亞 | 2022-2023             | 德揚·斯坦科維奇       | Dejan Stanković      |

## 球员

### 当前阵容
最後更新：2024年5月21日
註釋：國旗表示球員在國際足聯資格規則定義的國家隊。球員可能擁有一個以上非國際足聯國籍。
| 號碼 |          | 位置 | 球員                                      |
| ---- | -------- | ---- | ----------------------------------------- |
| 1    | 塞尔维亚 | 门将 | 菲利普·斯坦科维奇（租借自国际米兰）       |
| 2    | 義大利   | 后卫 | 克里斯蒂亚诺·皮奇尼                       |
| 3    | 義大利   | 后卫 | 安东尼奥·巴雷卡                           |
| 4    | 英格兰   | 中场 | 罗纳尔多·维埃拉                           |
| 5    | 挪威     | 中场 | 克里斯托弗·阿斯基尔德森                   |
| 7    | 義大利   | 前锋 | 塞巴斯蒂亚诺·埃斯波西托（租借自国际米兰） |
| 8    | 義大利   | 中场 | 马泰奥·里奇                               |
| 9    | 義大利   | 前锋 | 曼努埃尔·德卢卡                           |
| 10   | 義大利   | 中场 | 瓦雷里奥·韦雷                             |
| 11   | 西班牙   | 中场 | 埃斯塔尼斯·佩德罗拉（租借自巴塞罗那）     |
| 12   | 義大利   | 门将 | 埃利亚·坦塔罗齐                           |
| 13   | 義大利   | 后卫 | 安德烈·孔蒂                               |
| 14   | 瑞士     | 中场 | 帕伊蒂姆·卡萨米                           |
| 16   | 義大利   | 中场 | 法比奥·博里尼                             |
| 19   | 乌拉圭   | 前锋 | 奥古斯丁·阿尔瓦雷斯（租借自萨索罗）       |

| 號碼 |            | 位置 | 球員                              |
| ---- | ---------- | ---- | --------------------------------- |
| 21   | 義大利     | 后卫 | 西蒙尼·乔尔达诺                   |
| 22   | 義大利     | 门将 | 尼古拉·拉瓦利亚                   |
| 23   | 義大利     | 后卫 | 法比奥·德保利                     |
| 25   | 義大利     | 后卫 | 阿莱克斯·费拉里                   |
| 28   | 西班牙     | 中场 | 杰拉德·耶佩斯                     |
| 29   | 義大利     | 后卫 | 尼古拉·穆鲁                       |
| 32   | 義大利     | 中场 | 斯特凡诺·吉雷利                   |
| 33   | 乌拉圭     | 后卫 | 法昆多·冈萨雷斯（租借自尤文图斯） |
| 40   | 斯洛文尼亚 | 后卫 | 皮特·斯托扬诺维奇（租借自恩波利） |
| 43   | 比利时     | 中场 | 萨穆埃尔·恩坦达                   |
| 46   | 義大利     | 后卫 | 吉奥瓦尼·莱奥尼（租借自帕多瓦）   |
| 55   | 冈比亚     | 中场 | 埃布里马·达尔伯（租借自罗马）     |
| 80   | 義大利     | 中场 | 莱昂纳多·贝内德蒂                 |
| 87   | 義大利     | 后卫 | 达尼埃莱·吉拉尔迪（租借自维罗纳） |

### 外租球员
註釋：國旗表示球員在國際足聯資格規則定義的國家隊。球員可能擁有一個以上非國際足聯國籍。
| 號碼 |          | 位置 | 球員                                                                  |
| ---- | -------- | ---- | --------------------------------------------------------------------- |
|      | 義大利   | 前锋 | 詹卢卡·卡普拉里（租借至维罗纳，租借期至2022年6月30日）                |
|      | 哥伦比亚 | 后卫 | 杰森·穆里略（租借至维戈塞尔塔，租借期至2022年6月30日）                |
|      | 義大利   | 前锋 | 费德里科·博纳佐利（租借至萨勒尼塔纳，租借期至2022年6月30日）          |
|      | 義大利   | 前锋 | 恩斯托·托雷格罗萨（租借至比萨，租借期至2022年6月30日）                |
|      | 德国     | 后卫 | 朱利安·沙伯特（租借至科隆，租借期至2023年6月30日）                    |
|      | 義大利   | 中场 | 瓦莱里奥·韦雷（租借至恩波利，租借期至2022年6月30日）                  |
|      | 義大利   | 后卫 | 法比奥·德保利（租借至维罗纳，租借期至2022年6月30日）                  |
|      | 義大利   | 前锋 | 安东尼奥·拉古米纳（租借至科莫，租借期至2022年6月30日）                |
|      | 法國     | 中场 | 梅赫迪·莱利斯（租借至布雷西亚，租借期至2022年6月30日）                |
|      | 義大利   | 前锋 | 马努埃尔·德卢卡（租借至佩鲁贾，租借期至2022年6月30日）                |
|      | 巴西     | 后卫 | 凯科·罗卡（租借至巴西国际足球俱乐部，租借期至2022年6月30日）          |
|      | 義大利   | 中场 | 费里切·达米科（租借至古比奥，租借期至2022年6月30日）                  |
|      | 義大利   | 前锋 | 马特奥·斯托帕（租借至斯塔比亚，租借期至2022年6月30日）                |
|      | 義大利   | 中场 | 莱昂纳多·贝内德蒂（租借至伊莫来塞，租借期至2022年6月30日）            |
|      | 義大利   | 后卫 | 托马索·法拉贝格里（租借至安科纳，租借期至2022年6月30日）              |
|      | 義大利   | 前锋 | 埃里克·戈比（租借至SSU Politehnica Timisoara，租借期至2022年6月30日） |
|      | 義大利   | 中场 | 洛伦佐·萨巴蒂尼（租借至安科纳，租借期至2022年6月30日）                |

外租球员信息更新自2022-2-10

### Other players under contract
註釋：國旗表示球員在國際足聯資格規則定義的國家隊。球員可能擁有一個以上非國際足聯國籍。
| 號碼 |  | 位置 | 球員 |
| ---- |  | ---- | ---- |
|      |  |      |      |
|      |  |      |      |

| 號碼 |  | 位置 | 球員 |
| ---- |  | ---- | ---- |
|      |  |      |      |

## 队史纪录

### 队史转入身价排行
以欧元计算

最後更新：12 February 2022
註釋：國旗表示球員在國際足聯資格規則定義的國家隊。球員可能擁有一個以上非國際足聯國籍。
| 號碼 |          | 位置 | 球員                                                |
| ---- | -------- | ---- | --------------------------------------------------- |
| 1    | 義大利   | 门将 | 埃米尔·奥德罗（转会自尤文图斯，2000万）             |
| 2    | 哥伦比亚 | 前锋 | 杜万·萨帕塔（转会自那不勒斯，1850万）               |
| 3    | 義大利   | 前锋 | 詹卢卡·卡普拉里（转会自国际米兰，1500万）           |
| 4    | 捷克     | 中场 | 雅库布·扬克托（转会自乌迪内斯，1450万）             |
| 5    | 哥伦比亚 | 后卫 | 赫伊森·穆里略（转会自巴伦西亚，1330万）             |
| 6    | 哥伦比亚 | 前锋 | 路易斯·穆列尔（转会自乌迪内斯，1200万）             |
| 7    | 義大利   | 前锋 | 马诺罗·加比亚迪尼（转会自南安普顿，1190万）         |
| 8    | 義大利   | 前锋 | 马诺罗·加比亚迪尼（转会自尤文图斯，1150万）         |
| 9    | 義大利   | 前锋 | 詹保罗·帕齐尼（帕佐）（转会自佛罗伦萨，900万）      |
| 9    | 義大利   | 后卫 | 尼古拉·穆鲁（转会自卡利亚里，900万）                |
| 11   | 阿根廷   | 中场 | 华金·科雷亚（转会自拉普拉塔大学生，840万）          |
| 12   | 比利时   | 中场 | 丹尼斯·普拉埃（转会自安德莱赫特，800万）            |
| 13   | 巴西     | 中场 | 费尔南多·卢卡斯·马丁斯（转会自顿涅茨克矿工，800万） |
| 13   | 冈比亚   | 后卫 | 奥马尔·科莱（转会自皇家亨克，800万）                |
| 13   | 阿根廷   | 前锋 | 阿列尔·奥尔特加（转会自瓦伦西亚，800万）            |
| 16   | 英格兰   | 中场 | 大卫·普拉特（转会自尤文图斯，780万）                |
| 17   | 英格兰   | 中场 | 罗纳尔多·维埃拉（转会自利兹联，710万）              |
| 18   | 法國     | 前锋 | 乔纳森·比亚比亚尼（转会自国际米兰，700万）          |
| 19   | 丹麦     | 中场 | 米克尔·达姆斯高（转会自北西兰，675万）              |
| 20   | 義大利   | 中场 | 达尼埃莱·德塞纳（转会自帕尔马，670万）              |
| 21   | 乌拉圭   | 中场 | 加斯顿·拉米雷斯（转会自米德尔斯堡，630万）          |
| 22   | 葡萄牙   | 中场 | 布鲁诺·费尔南德斯（转会自乌迪内斯，600万）          |
| 22   | 義大利   | 前锋 | 恩斯托·托雷格罗萨（转会自布雷西亚，600万）          |
| 22   | 南斯拉夫 | 后卫 | 斯尼萨·米哈伊洛维奇（转会自罗马，600万）            |
| 25   | 阿根廷   | 中场 | 胡安·塞巴斯蒂安·贝隆（转会自博卡青年，570万）       |

| 號碼 |          | 位置 | 球員                                             |
| ---- | -------- | ---- | ------------------------------------------------ |
| 26   | 義大利   | 前锋 | 安东尼诺·拉古米纳（转会自恩波利，550万）         |
| 26   | 巴西     | 后卫 | Dodô（转会自国际米兰，550万）                    |
| 28   | 義大利   | 前锋 | 埃米利亚诺·博纳佐利（转会自帕尔马，525万）       |
| 29   | 義大利   | 前锋 | 尼古拉·波齐（转会自恩波利，520万）               |
| 29   | 斯洛伐克 | 后卫 | 米兰·什克里尼亚尔（转会自Zilina，520万）         |
| 31   | 義大利   | 前锋 | 安东尼奥·卡萨诺（转会自皇家马德里，500万）       |
| 31   | 義大利   | 中场 | 佛朗哥·塞米奥利（转会自佛罗伦萨，500万）         |
| 31   | 義大利   | 后卫 | 亚历山德罗·格兰多尼（转会自拉齐奥，500万）       |
| 34   | 義大利   | 后卫 | 法比奥·德保利（转会自切沃，450万）               |
| 34   | 義大利   | 前锋 | 费德里科·博纳佐利（转会自国际米兰，450万）       |
| 36   | 義大利   | 前锋 | 文琴佐·蒙特拉（转会自热那亚，439万）             |
| 37   | 義大利   | 前锋 | 法比奥·巴扎尼（转会自威尼斯，430万）             |
| 38   | 義大利   | 前锋 | 安德烈·卡拉齐奥洛（转会自巴勒莫，425万）         |
| 39   | 乌克兰   | 中场 | 阿列克谢·米哈伊利琴科（转会自基辅迪纳摩，421万） |
| 40   | 義大利   | 中场 | 瓦雷里奥·韦雷（转会自佩斯卡拉，410万）           |
| 41   | 義大利   | 中场 | 达尼埃莱·德塞纳（转会自卡利亚里，400万）         |
| 41   | 波兰     | 前锋 | 大卫·科夫纳茨基（转会自波兹南莱赫，400万）       |
| 41   | 捷克     | 前锋 | 帕特里克·希克（转会自布拉格斯巴达，400万）       |
| 41   | 阿根廷   | 中场 | 安吉尔·莫拉雷斯（转会自独立，400万）             |
| 45   | 德国     | 后卫 | 朱利安·沙伯特（转会自格罗宁根，370万）           |
| 46   | 荷兰     | 中场 | 克拉伦斯·西多夫（转会自阿贾克斯，362万）         |
| 47   | 義大利   | 后卫 | 阿莱克斯·费拉里（转会自博洛尼亚，360万）         |
| 48   | 義大利   | 中场 | 卢卡·奇加里尼（转会自亚特兰大，350万）           |
| 48   | 義大利   | 前锋 | 埃德尔（转会自切塞纳，350万）                    |
| 48   | 義大利   | 中场 | 达尼埃莱·曼尼尼（转会自那不勒斯，350万）         |

### 队史转出身价排行
以欧元计算

最後更新：12 February 2022
註釋：國旗表示球員在國際足聯資格規則定義的國家隊。球員可能擁有一個以上非國際足聯國籍。
| 號碼 |          | 位置 | 球員                                                   |
| ---- | -------- | ---- | ------------------------------------------------------ |
| 1    | 捷克     | 前锋 | 帕特里克·希克（转会至罗马，4200万）                    |
| 2    | 斯洛伐克 | 后卫 | 米兰·什克里尼亚尔（转会至国际米兰，3400万）            |
| 3    | 乌拉圭   | 中场 | 卢卡斯·托雷拉（转会至阿森纳，2865万）                  |
| 4    | 義大利   | 前锋 | 文琴佐·蒙特拉（转会至罗马，2582万）                    |
| 5    | 哥伦比亚 | 前锋 | 杜万·萨帕塔（转会至亚特兰大，2500万）                  |
| 6    | 哥伦比亚 | 前锋 | 路易斯·穆列尔（转会至塞维利亚，2450万）                |
| 7    | 丹麦     | 后卫 | 约阿希姆·安德森（转会至里昂，2400万）                  |
| 8    | 比利时   | 中场 | 丹尼斯·普拉埃（转会至莱斯特城，1920万）                |
| 9    | 阿根廷   | 中场 | 华金·科里亚（转会至塞维利亚，1820万）                  |
| 10   | 義大利   | 前锋 | 詹保罗·帕齐尼（帕佐）（转会至国际米兰，1800万）        |
| 11   | 阿根廷   | 中场 | 胡安·塞巴斯蒂安·贝隆（转会至帕尔马，1750万）           |
| 12   | 南斯拉夫 | 后卫 | 斯尼萨·米哈伊洛维奇（转会至拉齐奥，1700万）            |
| 13   | 義大利   | 前锋 | 詹卢卡·维亚利（转会至尤文图斯，1650万）                |
| 14   | 義大利   | 中场 | 罗伯托·索里亚诺（转会至比利亚雷亚尔，1375万）          |
| 15   | 阿根廷   | 前锋 | 毛罗·伊卡尔迪（转会至国际米兰，1300万）                |
| 16   | 義大利   | 前锋 | 马诺罗·加比亚迪尼（转会至那不勒斯，1250万）            |
| 16   | 巴西     | 中场 | 费尔南多·卢卡斯·马丁斯（转会至莫斯科斯巴达克，1250万） |
| 16   | 法國     | 中场 | 克里斯蒂安·卡伦布（转会至皇家马德里，1250万）          |
| 19   | 義大利   | 前锋 | 埃德尔（转会至国际米兰，980万）                        |
| 20   | 葡萄牙   | 中场 | 布鲁诺·费尔南德斯（转会至士砵亭，970万）               |
| 21   | 阿根廷   | 前锋 | 阿列尔·奥尔特加（转会至帕尔马，940万）                 |
| 22   | 荷兰     | 中场 | 克拉伦斯·西多夫（转会至皇家马德里，860万）             |
| 23   | 義大利   | 后卫 | 克里斯蒂安·马乔（转会至那不勒斯，800万）               |
| 23   | 德国     | 后卫 | 施科德兰·穆斯塔菲（转会至瓦伦西亚，800万）             |
| 25   | 波兰     | 中场 | 卡罗尔·利内蒂（转会至都灵，750万）                     |

| 號碼 |            | 位置 | 球員                                         |
| ---- | ---------- | ---- | -------------------------------------------- |
| 26   | 義大利     | 前锋 | 法比奥·夸利亚雷拉（转会至乌迪内斯，730万）   |
| 27   | 英格兰     | 中场 | 大卫·普拉特（转会至阿森纳，710万）           |
| 28   | 義大利     | 前锋 | 安德烈·卡拉齐奥洛（转会至布雷西亚，705万）   |
| 29   | 阿根廷     | 后卫 | 乌戈·坎帕尼亚罗（转会至那不勒斯，700万）     |
| 30   | 波兰       | 前锋 | 大卫·科夫纳茨基（转会至杜塞尔多夫，675万）   |
| 31   | 義大利     | 门将 | 马特奥·塞雷尼（转会至伊普斯维奇，625万）     |
| 32   | 捷克       | 中场 | 雅库布·扬克托（转会至赫塔菲，600万）         |
| 32   | 西班牙     | 中场 | 佩德罗·奥比昂（转会至西汉姆，600万）         |
| 32   | 義大利     | 中场 | 安德烈·波利（转会至AC米兰，600万）           |
| 32   | 義大利     | 中场 | 阿尔弗雷德·邓肯（转会至萨索罗，600万）       |
| 32   | 義大利     | 中场 | 卢卡·里佐（转会至博洛尼亚，600万）           |
| 32   | 塞尔维亚   | 中场 | 弗拉基米尔·尤戈维奇（转会至尤文图斯，600万） |
| 38   | 巴西       | 中场 | 多里瓦（转会至维戈塞尔塔，480万）            |
| 39   | 義大利     | 前锋 | 古伊多·马里伦戈（转会至亚特兰大，470万）     |
| 40   | 法國       | 前锋 | 乔纳森·比亚比亚尼（转会至帕尔马，450万）     |
| 41   | 義大利     | 前锋 | 詹卢卡·卡普拉里（转会至维罗纳，400万）       |
| 42   | 義大利     | 中场 | 达尼埃莱·德塞纳（转会至卡利亚里，400万）     |
| 42   | 義大利     | 前锋 | 罗伯托·曼奇尼（转会至拉齐奥，400万）         |
| 44   | 阿尔巴尼亚 | 前锋 | 贾科莫·弗里奥尼（转会至尤文图斯，390万）     |
| 45   | 義大利     | 中场 | 西蒙尼·维加索拉（转会至都灵，370万）         |
| 46   | 義大利     | 门将 | 安东尼奥·米兰特（转会至帕尔马，360万）       |
| 47   | 義大利     | 后卫 | 洛伦佐·德西尔维斯特里（转会至都灵，350万）   |
| 47   | 義大利     | 前锋 | 西蒙尼·扎扎（转会至尤文图斯，350万）         |
| 47   | 義大利     | 后卫 | 伊拉斯谟·穆勒（转会至尤文图斯，350万）       |
| 50   | 義大利     | 前锋 | 安东尼奥·卡萨诺（转会至AC米兰，330万）       |

### 队史出场记录
更新自意大利语维基百科词条

最後更新：22 May 2021
註釋：國旗表示球員在國際足聯資格規則定義的國家隊。球員可能擁有一個以上非國際足聯國籍。
| 號碼 |        | 位置 | 球員                                         |
| ---- | ------ | ---- | -------------------------------------------- |
| 1    | 義大利 | 前锋 | 罗伯托·曼奇尼（1982-1997，566场）            |
| 2    | 義大利 | 后卫 | 皮埃特罗·维尔乔沃德（1983-1995，493场）      |
| 3    | 義大利 | 中场 | 安杰洛·帕隆博（2002-2012, 2012-2017，459场） |
| 4    | 義大利 | 后卫 | 莫雷诺·曼尼尼（1984-1999，417场）            |
| 5    | 義大利 | 中场 | 高登齐奥·贝尔纳斯科尼（1954-1965，362场）    |
| 6    | 義大利 | 后卫 | 卢卡·佩莱格里尼（1980-1991，362场）          |

### 队史进球记录
更新自意大利语维基百科词条，加粗为现役球员

最後更新：21 May 2023
註釋：國旗表示球員在國際足聯資格規則定義的國家隊。球員可能擁有一個以上非國際足聯國籍。
| 號碼 |        | 位置 | 球員                                         |
| ---- | ------ | ---- | -------------------------------------------- |
| 1    | 義大利 | 前锋 | 罗伯托·曼奇尼（1982-1997，173球）            |
| 2    | 義大利 | 前锋 | 詹卢卡·维亚利（1984-1992，141球）            |
| 3    | 義大利 | 前锋 | 弗朗西斯科·弗拉基（1999-2007，109球）        |
| 4    | 義大利 | 前锋 | 法比奥·夸利亚雷拉（2006-2007, 2016-，106球） |
| 5    | 義大利 | 前锋 | 阿德里亚诺·巴塞托（1946-1953，93球）         |
| 6    | 義大利 | 前锋 | 朱塞佩·巴尔蒂尼（1946-1950，73球）           |
| 7    | 義大利 | 前锋 | 文琴佐·蒙特拉（1996-1999, 2007-2008，66球）  |

## 外部連結
- 桑普多利亚足球俱乐部官方網站 （页面存档备份，存于）（意大利文）
- 桑普多利亚中文网 （页面存档备份，存于）（简体中文）
- 桑普多利亚英国球迷网 （页面存档备份，存于）（英文）